# Inganno senza fine
Inganno senza fine è la quarta pubblicazione su vinile della Hardcore punk band ferrarese Impact.

## Brani
1. Krotalo (Intro) (2:42)
2. Sulla loro croce (1:55)
3. Nulla sarà mai tutta l'enternità (2:42)
4. Inganno senza fine (2:33)